# Adam Struensee
Adam Struensee, född den 8 september 1708 i Neuruppin, Brandenburg, död den 20 juni 1791 i Rendsburg, Holstein, var en tysk kyrkoman, far till Carl August och Johann Friedrich Struensee.
Struensee blev efter 25 år som präst i Halle 1757 prost i Altona och 1759 generalsuperintendent för Slesvig och Holstein. Han arbetade ivrigt för Slesvigs förtyskning.